# Mark Nauseef
Mark Nauseef (Cortland, 11 giugno 1953) è un batterista e percussionista statunitense.

## Carriera
Ha suonato con Ian Gillan, con i Thin Lizzy durante un tour del 1978, con gli Elf, con Gary Moore e con i The Velvet Underground.

## Discografia
Jack Bruce
- A Question Of Time, 1989
- Somethin Els, 1993
- The Jack Bruce Collector's Edition, 1996
- Can You Follow?, 2008

The Velvet Underground
- Disc 3 of Final V.U. 1971-1973, 2001

Elf
- Trying to Burn the Sun, 1975

Ian Gillan Band
- Child in Time, 1976
- Clear Air Turbulence, 1977
- Scarabus, 1977
- Live at the Budokan, 1978

Thin Lizzy
- Boys Are Back in Town: Live in Australia, 1978

Gary Moore's G-Force
- G-Force, 1979

Philip Lynott
- Solo in Soho, 1980
- The Philip Lynott Album, 1982

Solista e collaborazioni
- Nightline New York, 1981
- Personal Note, 1982
- Sura, 1983
- Wun Wun, 1985
- Dark, 1986
- Dark: Tamna Voda, 1989
- Let's Be Generous, 1993
- Bracha, 1989
- Let's Be Generous, 1991
- Keys To Talk By, 1992
- The Snake Music, 1994
- The Sultan's Picnic, 1984
- Old Country, 1996
- Still Light, 1997
- Loose Wires, 1997
- Odd Times
- OCRE, 1996
- Birds Of A Feather, 1997
- Ottomania, 1999
- Sarabande, 1999
- With Space in Mind, 2000
- Venus Square Mars, 2000
- Islam Blues, 2001
- Gazing Point, 2002
- Evident, 2004
- Snakish, 2005
- Albert, 2006
- Can You Follow?, 2008
- No Matter, 2008